# Télécom ParisTech
L'Ecole Nationale Supérieure des Télécommunications (ENST), con nome d'uso Télécom Paris e già Télécom ParisTech o Sup Telecom, è la più prestigiosa scuola di ingegneria nelle telecomunicazioni di Francia. Offre corsi di livello laurea specialistica, di master di secondo livello e di formazione continua.
Gli studenti della prestigiosa école polytechnique vi si specializzano nelle telecomunicazioni, così come alcuni corpi dell'esercito francese.
L'ENST è la scuola faro dell'istituto interuniversitario Institut TELECOM che coordina la didattica e la ricerca delle grandi scuole di ingegneria delle telecomunicazioni in Francia.
L'ENST è una delle dieci grandi scuole di ingegneria di Parigi che si raggruppano nel cluster inter-universitario ParisTech all'interno del quale si condividono attività formative principalmente extra-curriculari.
Nella ricerca e nella didattica, l'ENST ha stabilito stretti contatti con il Politecnico di Milano e il Politecnico di Torino, tramite l'abilitazione di scambi di studenti, doppie lauree, doppi dottorati, e tramite la partecipazione a diversi progetti di ricerca europei e reti di eccellenza europee.

## Storia
Nella seconda metà del diciannovesimo secolo, in concomitanza all'invenzione del telefono e del telegrafo, in Francia si crea la necessità di formare specialisti di queste nuove tecnologie.
Nel 1845, Alphonse Foy, direttore di Lignes télégraphiques, propose la creazione di una nuova scuola di applicazione per gli studenti dell'école polytechnique di Parigi, specializzata nella telegrafia, ma la sua proposta fu all'epoca rifiutata.
Nel 1876, all'inizio della Terza Repubblica, in applicazione di una legge del 1873, le amministrazioni delle Poste e dei Telegrafi si fusero, creando P&T. Adolphe Cochery ne divenneil primo direttore.
Due mesi dopo la sua investitura, il 12 luglio 1878 A. Cochery ordinò la creazione de l'École Supérieure de Télégraphie (EST), il cui primo direttore fu Ernest-Édouard Blavier. La scuola si installò nell'VIII arrondissement di Parigi, rue de Grenelle, Parigi.
Nel 1888, cambiò di nome per diventare l'École Professionnelle Supérieure des Postes & Télégraphes (EPSPT), integrando nella sua formazione due filoni, uno per gli studenti destinati all'amministrazione superiore e uno per quelli destinati a mestieri tecnici.
Nel 1912, un nuovo cambiamento di nome in École Supérieure des Postes & Télégraphes (ESPT), e, nel 1934, la scuola si installò nei locali che occupa attualmente in rue Barrault, nel XIII arrondissement, sul lato ovest della Butte aux Cailles.
Nel 1938, prese il nome di d'École nationale supérieure des postes, télégraphes et téléphones (ENSPTT), e lo stesso anno il presidente della Repubblica Albert Lebrun conferì alla scuola l'ordine de Legion d'onore.
Durante la guerra, nel 1942, l'ENSPTT si scisse in due scuole: l'ENSPTT per la formazione di dirigenti amministrativi, che chiuse il 31 dicembre 2002, e l'ENST (École nationale supérieure des Télécommunications), oggetto di questa voce.
Nel 1971, l'ENST passò sotto la tutela diretta della Direction générale des télécommunications. Il rapido sviluppo delle telecomunicazioni in quel periodo produsse la creazione di due scuole sorelle l'ENST Bretagne, nel 1977, a Brest, e l'INT, nel 1979, a Évry.
Nel 1992, l'ENST fondò con l'École Polytechnique Fédérale de Lausanne (EPFL) l'Institut Eurécom, a Sophia Antipolis.
Nel 1997, la liberalizzazione del mercato delle telecomunicazioni vincolò lo Stato a ritirare l'ENST dal controllo indiretto di France Télécom creando il Groupe des écoles des télécommunications (GET) per riunire le scuole ENST (chiamata anche col nome d'uso Télécom Paris), ENST Bretagne, INT (Télécom INT, Institut Mines-Télécom Business School). Il GET era un'istituzione pubblica amministrativa dipendente dal Conseil général des technologies de l'information (CGTI) al ministero delegato all'industria. L'ENST è stata la scuola faro del GET e ne ospitò gli organi direttivi e amministrativi.
Dal primo gennaio 2008, il GET si chiama Institut TELECOM, in contemporanea all'applicazione di una politica di espansione ulteriore sul territorio francese.
Contemporaneamente il nome d'uso dell'ENST passa da Télécom Paris a TELECOM ParisTech, l'ENST-Bretagne diventa Télécom Bretagne, l'INT diventa TELECOM & Management SudParis.